# 나오카와역
나오카와역(일본어: 直川駅)은 일본 오이타현 사이키시에 있는 규슈 여객철도 닛포 본선의 역이다. 섬식 승강장 1면 2선의 구조를 지닌 지상역이다.

## 이용 현황
| 연도     | 하루 평균 승차 인원 | 연도     | 하루 평균 승차 인원 |
| 2000년도 | 41                  | 2005년도 | 34                  |
| 2001년도 | 45                  | 2006년도 | 23                  |
| 2002년도 | 56                  | 2007년도 | 27                  |
| 2003년도 | 45                  | 2008년도 | 24                  |
| 2004년도 | 34                  | 2009년도 | 26                  |
| -------- | ------------------- | -------- | ------------------- |

## 역 주변
- 사이키 시 나오카와 진흥국 청사
- 사이키 시 나오카와 체육관
- 나오카와 지구 시민회관
- 사이키 시립 나오카와 보육소
- 나오카와 마루고토 시장
- 국도 제10호선
- 그린파크 나오카와

## 역사
- 1920년 11월 20일 : 고노하루역(일본어: 神原駅)으로서 개업.
- 1961년 3월 20일 : 나오카와역으로서 개업.
- 1987년 4월 1일 : 민영화에 의해, 규슈 여객철도로 이관.

## 인접 정차역
| 닛포 본선          | 닛포 본선   | 닛포 본선                  |
| ------------------ | ----------- | -------------------------- |
| 나오미 고쿠라 방면 | ■ 닛포 본선 | 시게오카 가고시마추오 방면 |